# Camino de perfección (pasión mística)
Camino de perfección (pasión mística) es una novela escrita en 1902 por el novelista español Pío Baroja. Consta de 60 capítulos sin título y está situada en una de las series o trilogías del autor llamada La vida fantástica, en la que se incluía además: Aventuras, inventos y mixtificaciones de Silvestre Paradox y Paradox rey. Es una de las novelas agrupadas bajo la etiqueta de novelas de 1902 que renovaron la novelística española de principios del siglo XX.
Es una muestra de la sociedad española de principios del siglo XX, retrata elementos sociológicos, como la pobreza, tanto económica como cultural, la barbarie y el descontento popular. Es evidente la presencia de la filosofía de Schopenhauer y de Nietzsche, sobre todo en las alusiones  estéticas y las místicas o religiosas.

## Argumento
El protagonista, Fernando Ossorio, estudiante de medicina y aficionado a la pintura, es un joven confuso y con el alma atormentada, debido a un fuerte existencialismo, ya que sus experiencias siempre han estado ligadas a la muerte. Los personajes que se va encontrando son por lo general ideas, o representan a la categoría social o profesional de la que Baroja tiene algo que decir. Fernando emprende un viaje con un objetivo, más bien purificador, desde Madrid hasta Levante, durante el cual intenta superar sus desequilibrios anímicos y su indolencia, orientarse hacia la voluntad y la acción y recuperar el perdido contacto con la naturaleza. Pese a que no siente haberlo conseguido, es al final en donde se da cuenta de que todo lo que ha pasado, todo su viaje, le ayudó a comprender que está decidido a alcanzar lo que quiere y que tiene la fuerza para terminar su camino. Siguiendo con esta actitud antirreligiosa, en Madrid, estando con Laura (su tía) se propone besarla y acariciarla en el interior de la iglesia de San Andrés, Laura se escandaliza y le señala la presencia de un Cristo. Fernando por la noche tiene una alucinación y empieza a ver a un Cristo que lo miraba: “No era un Cristo vivo de carne, ni una imagen de Cristo; era un Cristo momia (…), que parecía haber resucitado de entre los muertos, con carne, huesos y cabellos prestados". 